# Rio Claro (Rio de Janeiro)
Rio Claro  è un comune del Brasile nello Stato di Rio de Janeiro, parte della mesoregione del Sul Fluminense e della microregione della Vale do Paraíba Fluminense.
Il comune è suddiviso in 5 distretti: Rio Claro (sede comunale), Getulândia, Passa Três, São João Marcos e Lídice. 
São João Marcos è stato in passato un comune, oggi sommerso dalle acque di un invaso artificiale, che venne evacuato ed inondato negli anni quaranta per permettere l'installazione di una centrale elettrica. Oggi sono ancora visibili alcuni suoi resti attorno ai quali è stato allestito un parco archeologico ed ambientale del quale si prevede un ampliamento ed una valorizzazione a fini turistici.